# Landfall (Halt and Catch Fire)
Landfall is de zesde aflevering van de televisieserie Halt and Catch Fire. De episode werd geregisseerd door Larysa Kondracki. Landfall werd in de Verenigde Staten voor het eerst uitgezonden op 6 juli 2014.

## Verhaal
Gordon droomt dat er een kleine bloem groeit uit het moederbord van zijn computerproject. Tevergeefs probeert hij de bloem te grijpen. Een elektrische schok zorgt er uiteindelijk voor dat hij wakker schiet. Wanneer hij het echte moederbord bekijkt, beseft hij dat er geen bloem is en dat alles een droom was.
Joe en Cameron bedrijven de liefde. Wanneer Cameron vraagt waar de littekens op zijn torso echt vandaan komen, vertelt Joe een anekdote uit zijn jeugd. Cameron heeft echter al snel door dat ook deze uitleg verzonnen is. Joe vertelt vervolgens een nieuwe anekdote, maar ook deze blijkt niet de waarheid te zijn.
Een dronken Gordon kruipt in bed en krijgt van zijn echtgenote Donna te horen dat ze de volgende dag een Cabbage Patch Kid moet gaan kopen voor hun dochter Joanie. Gordon besluit haar te helpen en stelt voor om de pop zelf te kopen.
De volgende ochtend wordt bij Cardiff Electric een prototype van de draagbare computer voorgesteld aan het personeel. Joe wil de computer als eerste inschakelen, maar het personeel roept de naam van Bosworth, die na lang aandringen de eer op zich neemt. Het prototype werkt en alle personeelsleden vieren het succes. Ook Gordon is tevreden. Om het succes te vieren nodigt hij Joe uit voor een etentje.
Cameron krijgt tijdens het spelen van een computerspelletje het idee om de draagbare computer van Cardiff Electric een persoonlijkheid te geven. Ze wil een besturingssysteem ontwikkelen dat vragen stelt aan de gebruiker en zo voor interactie zorgt. Ze wil extra RAM om haar idee uit te werken, maar Gordon gaat niet akkoord en wimpelt haar af. Ook Joe lijkt niet onder de indruk van haar idee. In de toekomst wil hij een nieuw en interactief besturingssysteem overwegen, maar voorlopig geeft hij de voorkeur aan een risicoloos en traditioneel besturingssysteem. Cameron wandelt teleurgesteld weg.
Donna heeft bij Texas Instruments een goed gesprek met haar baas Hunt Whitmarsh. Hij is onder de indruk van haar computerkennis en informeert naar het computerproject van Gordon. Donna legt uit dat ze op het idee kwam op computerchips aan beide zijden van het moederbord te plaatsen.
Inmiddels maken Joe en Gordon ruzie over het voorstel van Cameron. Joe overweegt om het nieuwe besturingssysteem te ontwikkelen, tot grote ergernis van Gordon. Niet veel later ontdekt Gordon dat alle softwareontwikkelaars van Cameron de opdracht hebben gekregen om aan een nieuw besturingssysteem te werken. Gordon is razend en geeft hun de opdracht om aan drivers te werken en niet aan een nieuw besturingssysteem. Als Cameron dit te weten komt, roept ze haar team van softwareontwikkelaars samen. Ze krijgen opnieuw de opdracht om aan het besturingssysteem te werken. Vervolgens vernedert ze Gordon in het bijzijn van alle softwareontwikkelaars. Ze kust hem op de mond en doet alsof ze net seks hebben gehad.
Gordon komt nog meer onder druk te staan wanneer hij ontdekt dat hij nog steeds geen Cabbage Patch Kid heeft gekocht. Hij haast zich naar een winkel, maar de populaire poppen zijn uitverkocht. Vervolgens koopt hij een pop van een onbekende man op de parking. De man blijkt een bedrieger te zijn die hem een lege doos heeft verkocht. In stormachtig weer begeeft Gordon zich naar een andere winkel. Inmiddels is Joe bij Gordons huis aangekomen voor het etentje. Terwijl Donna staat te koken, ontfermt Joe zich over de kinderen.
Bosworth en Cameron bevinden zich na de werkuren nog steeds in de gebouwen van Cardiff Electric. In Bosworths kantoor hebben ze een diepgaand gesprek. Bosworth drukt haar op het hart om in de toekomst voorzichtiger te zijn, omdat sommigen hopen dat ze zal falen. Hij legt uit dat veel mensen schrik van haar hebben omdat ze de toekomst representeert.
Een wanhopige Gordon vindt een nieuwe speelgoedwinkel. Maar de winkel is gesloten en dus besluit hij de etalage te vernietigen. Hij steelt enkele poppen en rent terug naar zijn auto. Plots hoort hij een hevige blikseminslag. Gordon wandelt de hoek om en ziet een afgebroken elektriciteitspaal en een dode man op de grond liggen. Ook het huis van Gordon en Donna wordt getroffen door de storm. Om de kinderen gerust te stellen gaat Joe in de regen staan. Hij zwaait met twee zaklampen naar de hemel om het onweer te verdrijven. Net wanneer Gordon aankomt, besluit Joe om opnieuw te vertrekken.
Joe brengt Cameron een bezoekje. Ze toont hem een eerste versie van het nieuwe besturingssysteem. Geëmotioneerd door het resultaat besluit hij het echte verhaal achter zijn enorme littekens te vertellen. Hij onthult dat zijn moeder, die met drugs experimenteerde, ooit met hem op het dak is gekropen om naar de sterren te kijken. Hij viel van het dak en belandde op een hek.

## Cast
- Lee Pace - Joe MacMillan
- Scoot McNairy - Gordon Clark
- Mackenzie Davis - Cameron Howe
- Kerry Bishé - Donna Clark
- Toby Huss - John Bosworth
- Cooper Andrews - Yo-Yo Engberk
- August Emerson - Malcolm Levitan
- Scott Michael Foster - Hunt Whitmarsh

## Titelverklaring
Landfall is een Engelstalige term die gebruikt wordt wanneer een storm eerst over water en dan over land trekt. Een waterhoos die aan land komt, lost meestal op omdat warm zeewater zijn voedingsbodem is. Een waterhoos die landinwaarts trekt kan ook veranderen in een tornado die veel schade aanricht.

## Culturele en historische verwijzingen
- De aflevering bevat de nummers "Happy People" van The Weirdos, "Rich Daddy" van The Dicks en "Sooner Than Now" van Sin Cos Tan.
- Cabbage Patch Kid was de naam van een reeks kinderpoppen die vanaf 1982 door Coleco werden geproduceerd.